# Heterobelba barbata
Heterobelba barbata är en kvalsterart som beskrevs av Beck 1962. Heterobelba barbata ingår i släktet Heterobelba och familjen Heterobelbidae. Inga underarter finns listade i Catalogue of Life.